# 특례시 (일본)
특례시(일본어: 特例市)는 《일본 지방자치법》 제12장 제1절 제252조의 26의 3 제1항의 규정에 기하여 정령으로 지정된 일본의 시이다. 중핵시가 처리하는 사무 가운데 도도부현이 일체적으로 처리하는 것이 적합한 사무를 제외한 사무(환경 행정, 도시 계획, 건설 행정 등)를 처리할 수 있다.

## 지정 요건
특례시가 되려면 인구 20만 명 이상으로, 지정을 원하는 시의 신청과 시의회, 도도부현 의회의 의결을 거쳐 정령으로 지정된다. 중핵시와 마찬가지로 구를 설치할 수는 없다.

## 지정 요건을 충족해 지정된 도시
2012년 4월 1일 현재, 36여개 시가 특례시로 지정되어 있다.
- 2000년 11월 1일 지정

| - 오다와라시 (가나가와현) - 야마토시 (가나가와현) - 후쿠이시 (후쿠이현) | - 고후시 (야마나시현) - 마쓰모토시 (나가노현) - 누마즈시 (시즈오카현) | - 욧카이치시 (미에현) |

- 2001년 4월 1일 지정

| - 야마가타시 (야마가타현) - 미토시 (이바라키현) - 가와구치시 (사이타마현) | - 히라쓰카시 (가나가와현) - 후지시 (시즈오카현) - 가스가이시 (아이치현) | - 스이타시 (오사카부) - 이바라키시 (오사카부) | - 야오시 (오사카부) - 네야가와시 (오사카부) |

- 2002년 4월 1일 지정

| - 도코로자와시 (사이타마현) - 아쓰기시 (가나가와현) | - 이치노미야시 (아이치현) - 기시와다시 (오사카부) | - 아카시시 (효고현) - 가코가와시 (효고현) |

- 2003년 4월 1일 지정

| - 지가사키시 (가나가와현) | - 다카라즈카시 (효고현) |

- 2004년 4월 1일 지정

- 소카시 (사이타마현)

- 2005년 10월 1일 지정

- 돗토리시 (돗토리현)

- 2007년 4월 1일 지정

| - 쓰쿠바시 (이바라키현) - 이세사키시 (군마현) | - 오타시 (군마현) - 나가오카시 (니가타현) | - 조에쓰시 (니가타현) |

- 2008년 4월 1일 지정

- 가스카베시 (사이타마현)

- 2009년 4월 1일 지정

- 구마가야시 (사이타마현)

- 2012년 4월 1일 지정

- 마쓰에시 (시마네현)

## 과거에 특례시로 지정되었던 도시
- 하코다테시 (홋카이도)

2000년 11월 1일 지정, 2005년 10월 1일 중핵시 지정.
- 시미즈시 (시즈오카현)

2001년 4월 1일 지정, 2003년 4월 1일 시즈오카시와 통합하여 중핵시로 재지정, 2005년 4월 1일 정령지정도시 지정.
- 시모노세키시 (야마구치현)

2002년 4월 1일 지정, 2005년 2월 13일 도요우라 군(ja:豊浦郡)과 통합하여 재지정, 2005년 10월 1일 중핵시 지정.
- 모리오카시 (이와테현)

2000년 11월 1일 지정, 2008년 4월 1일 중핵시 지정.
- 구루메시 (후쿠오카현)

2001년 4월 1일 지정, 2008년 4월 1일 중핵시 지정.
- 마에바시시 (군마현)

2001년 4월 1일 지정, 2009년 4월 1일 중핵시 지정.
- 오쓰시 (시가현)

2001년 4월 1일 지정, 2009년 4월 1일 중핵시 지정.
- 아마가사키시 (효고현)

2001년 4월 1일 지정, 2009년 4월 1일 중핵시 지정.
- 다카사키시 (군마현)

2001년 4월 1일 지정, 2011년 4월 1일 중핵시 지정.
- 도요나카시 (오사카부)

2001년 4월 1일 지정, 2012년 4월 1일 중핵시 지정.

## 지정 요건을 충족한 미지정 도시
| - 후쿠시마시 (후쿠시마현) - 아게오시 (사이타마현) - 이치하라시 (지바현) - 도쿠시마시 (도쿠시마현) | - 후추시 (도쿄도) - 조후시 (도쿄도) - 쓰시 (미에현) - 사가시 (사가현) |

## 같이 보기
- 일본의 정령지정도시
- 도쿄 23구
- 일본의 중핵시
- 시